# Madiha Salem

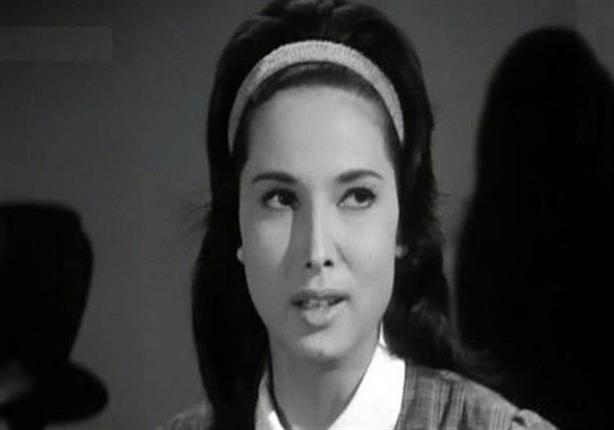
Madiha Salem

Madiha Salem (tiếng Ả Rập: مديحة سالم; 2 tháng 10 năm 1944 - 19 tháng 11 năm 2015) là một nữ diễn viên người Ai Cập.
Sinh ra trong khu phố Zamalek giàu có ở Cairo, Ở trường trung học, bà theo học tại trường nữ sinh Zamalek. Cha bà mất ngay sau khi bà học xong trung học, buộc bà phải từ bỏ việc học thêm và tìm kiếm việc làm. Được biết đến như "thiếu niên của điện ảnh" và là "chú mèo ngây thơ của màn ảnh", bà đã đóng nhiều vai phụ trong kỷ nguyên vàng của điện ảnh Ai Cập thập niên 60 và 70, chủ yếu là vai thiếu nử mơ mộng. Bà đã diễn xuất trên TV và làm việc như một nữ diễn viên lồng tiếng trong các bộ phim phát thanh. Bà được cho là đã thu hút sự chú ý cho những màn trình diễn "nhẹ nhàng và không khoan nhượng" về vai diễn của mình trên màn ảnh Ai Cập. Bà từ bỏ diễn xuất vào đầu những năm 80, thích dành thời gian cho chồng và gia đình.
Bà xuất hiện lại một thời gian ngắn trên màn hình TV trong bộ phim tôn giáo "Tư pháp Hồi giáo" (Tiếng Việt), xuất bản vào năm 1998 và 2001-2002, nhưng sau đó không xuất hiện trong bất kỳ vai trò diễn xuất nào khác.
Bà qua đời vào ngày 19 tháng 11 tại Bệnh viện El Safa do vấn đề hô hấp. Đám tang của bà diễn ra vào ngày hôm sau tại Nhà thờ Hồi giáo Hamidiyya-Shadhiliyya trong khu phố Mohandessin ở Giza và bà được chôn cất tại một nghĩa trang ở Cairo.

## Đóng phim

### Phim ảnh
- بلا دموع (Không có nước mắt) (1961)
- Đêm (1978)
- Cây chết đứng (1980)
- Ai đã giết tình yêu này (1980)
- الرجل والحصان (Người và Ngựa) (1982)

### Truyền hình
- إا د داا (But a Tear of Sorrow - series) (1979)